# Ivan Rousnak
Ivan Rousnak (en ukrainien : Іван Степанович Руснак) est un militaire et homme politique ukrainien, il fut commandant de la Force aérienne ukrainienne.
Il est né le 29 janvier 1952 à Dilove, diplômé de l'École d'artillerie de Poltava. Après avoir servi comme officier dans une batterie de missiles anti-aériens en 1982, il était diplômé de l'Académie militaire de défense aérienne des forces terrestres Vasylevsky il entrait à l'état-major ; devint le commandant de la force aérienne ukrainienne du 7 novembre 2007 au 12 août 2010.
De 2014 au 14 février 2023 il était vice-ministre de la défense.